# Titterten

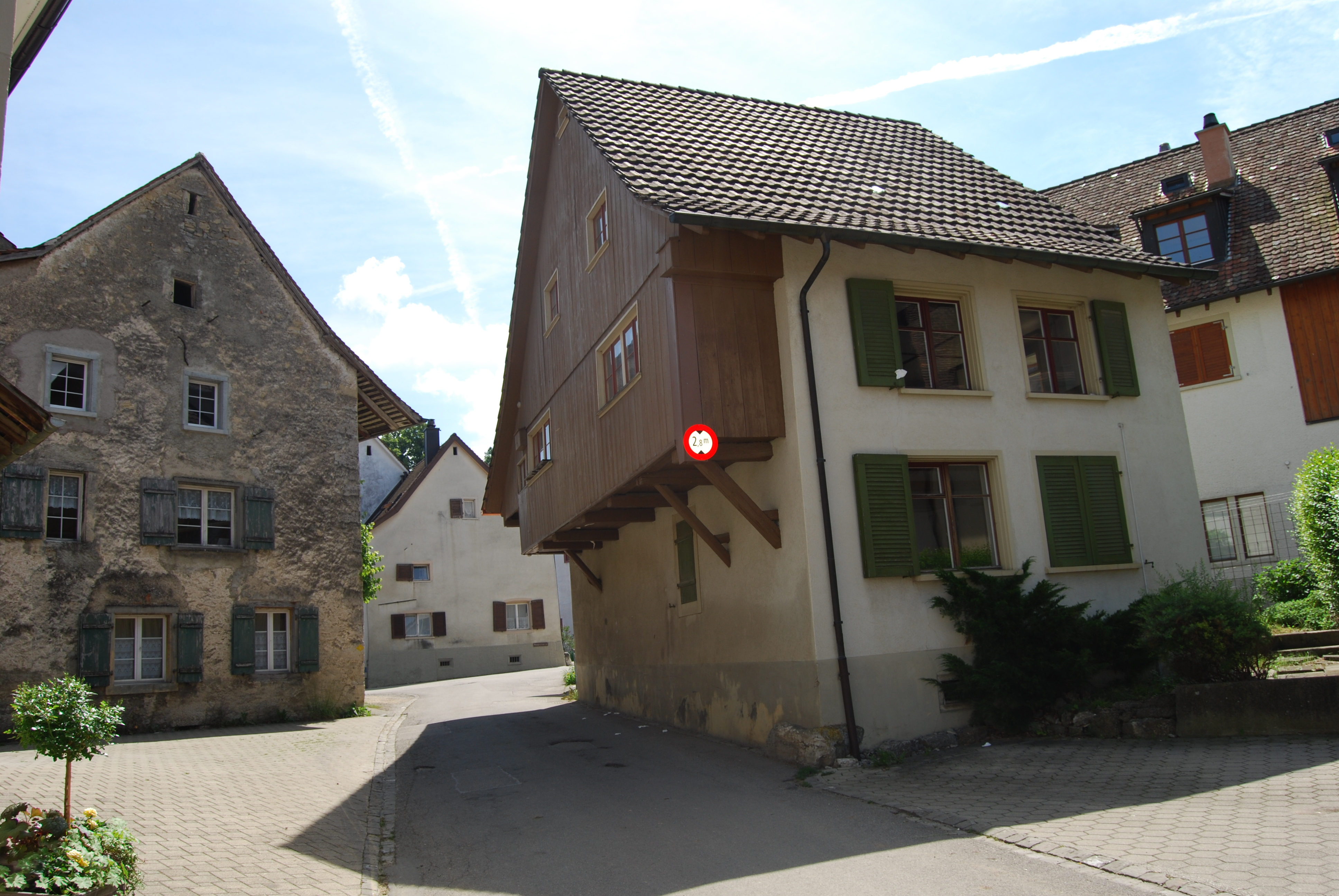
Titterten

Titterten is een gemeente en plaats in het Zwitserse kanton Basel-Landschaft, en maakt deel uit van het district Waldenburg.
Titterten telt 417 inwoners.